# Rauco
Rauco este un târg și comună din provincia Curicó, regiunea Maule, Chile, cu o populație de 9.543 locuitori (2012) și o suprafață de 308,6 km2.